# Georg von Thaer

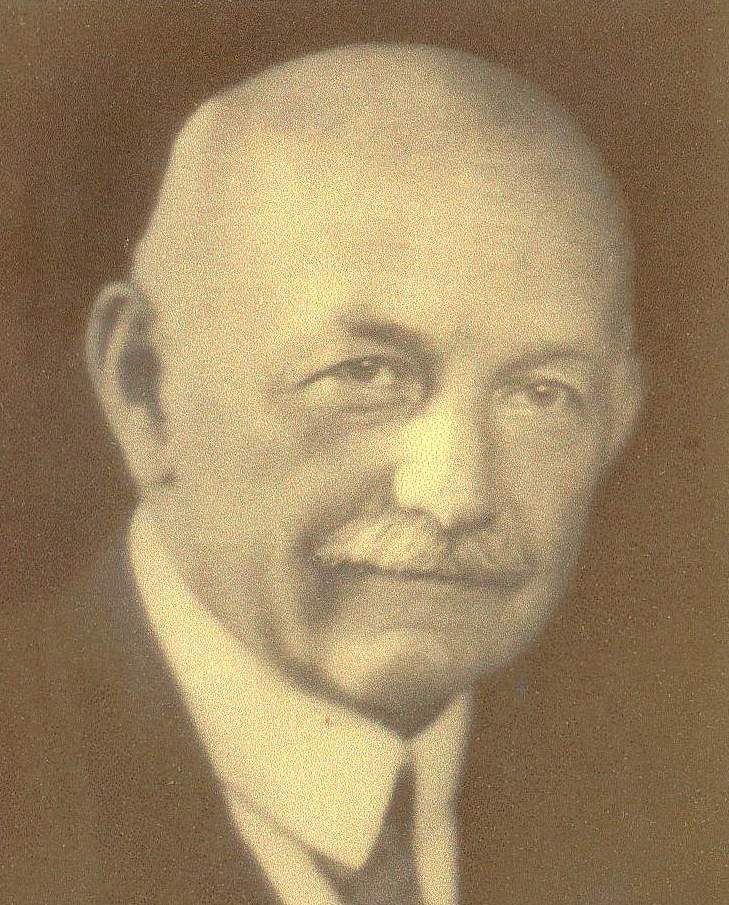
Georg von Thaer (ok. 1943)

Georg Friedrich Wilhelm von Thaer (ur. 23 września 1872 w Baldensruh blisko Panten (Pątnów Legnicki), na Śląsku, zm. 15 listopada 1946 w Hanowerze) – wysoki urzędnik na Śląsku. Od 1916 do 1924 pełnił funkcję wojewody samorządowego (Landeshauptmann) Śląska, od 1924 do 1933 był wojewodą samorządowym na Dolnym Śląsku.

## Życiorys
Georg von Thaer urodził się na Śląsku w powiecie legnickim w majątku Baldensruh jako czwarte z sześciorga dzieci. Jego rodzicami byli Georg Ernst von Thaer (1834-1898) i Franziska von Dresler-Scharfenstein (1843-1918), zaś pradziadkiem Albrecht Daniel Thaer, który był inicjatorem nowoczesnej edukacji rolniczej w Europie. Georg von Thaer odebrał wykształcenie od prywatnych nauczycieli, uczęszczał także do Akademii Rycerskiej w Legnicy następnie studiował prawo we Wrocławiu, a w wieku 21 lat zdał egzamin z wyróżnieniem i otrzymał tytuł doktora prawa – summa cum laude.

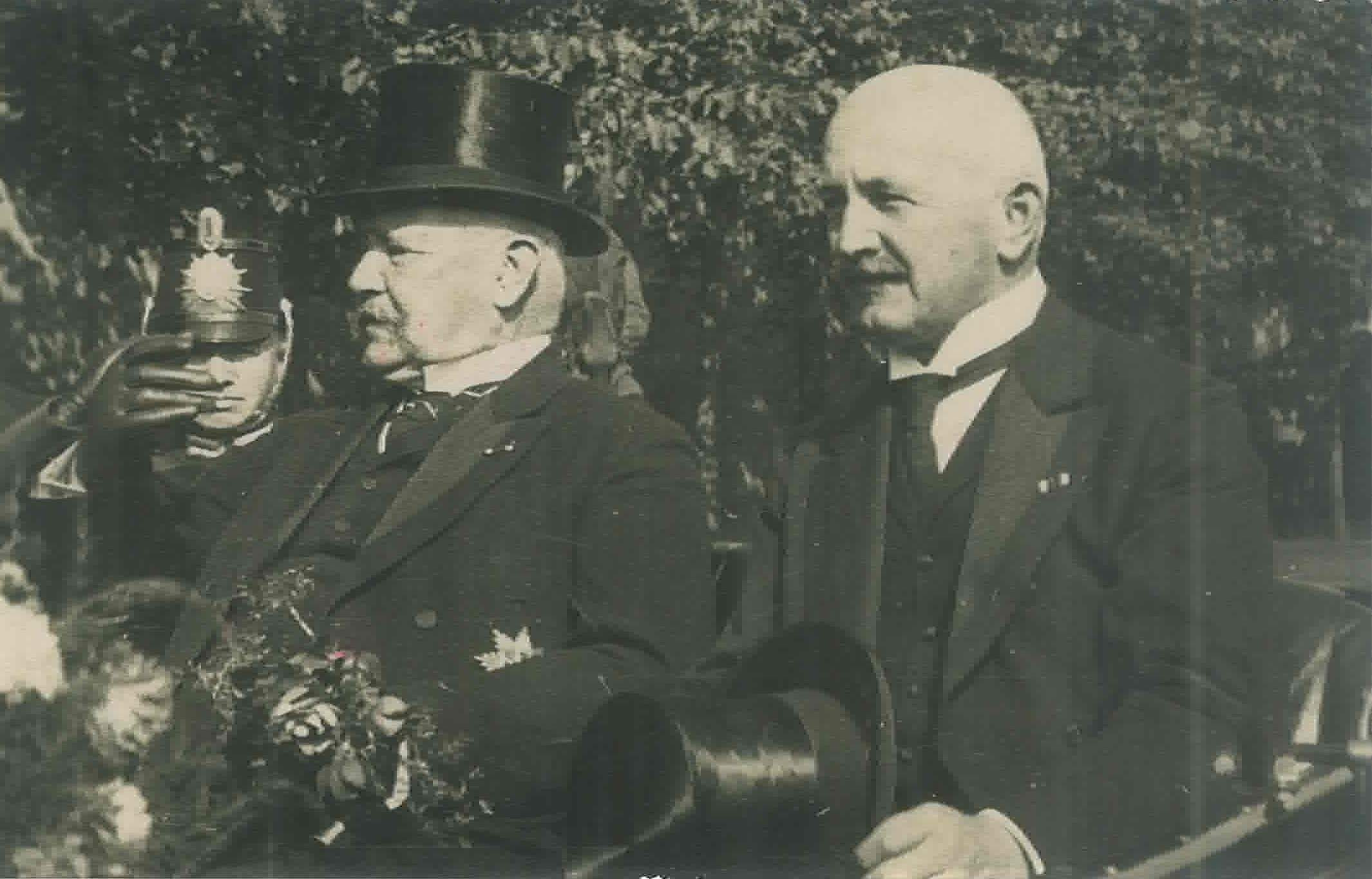
Georg von Thaer – wojewoda samorządowy Dolnego Śląska i Paul von Hindenburg – prezydent Niemiec – w trakcie wizyt we Wrocławiu i na Dolnym Śląsku w 1928 r.

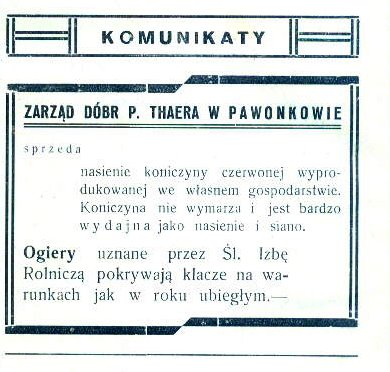
Reklama prasowa z 1936 r gospodarstwa G.v Thaera w Pawonkowie

Pracował jako asesor rządowy przy prezydencie we Wrocławiu, a od 1905 do 1914 piastował funkcję starosty powiatowego (Landrat) w swoim rodzinnym powiecie Lublinieckim. Od 1915 do 1916 pełnił funkcję urzędnika administracyjnego Generalnego Gubernatorstwa Warszawy i Częstochowy. W 1916 został wybrany na wojewodę samorządowego Śląska. Po podziale Śląska pełnił funkcję wojewody samorządowego dla Dolnego Śląska. W 1933 musiał zaniechać pełnienia tej funkcji, gdyż odmówił wymiany sprawdzonych starostów na przedstawicieli NSDAP.
Aż do wydalenia z kraju, w styczniu 1945, gospodarował na folwarku w Pawonkowie w okręgu lublinieckim. Sprawował też funkcję honorowego senatora na Uniwersytecie Wrocławskim oraz w Wyższej Szkole Technicznej we Wrocławiu. W 1925 uzyskał tytuł doktora inżyniera honoris causa. W tym samym czasie pełnił funkcję senatora Spółki Cesarza Wilhelma (Kaiser-Wilhelm-Gesellschaft) wspierającej rozwój naukowy na uniwersytetach, otrzymał także tytuł honorowego mieszkańca Lublińca i miasta Dobrodzień. Był również patronem kościoła w Pawonkowie.
Od 1938 wspólnie ze starszym bratem – generałem majorem Albrechtem von Thaerem (1868-1957) był właścicielem folwarku w miejscowości Kątna przy Oleśnicy, który otrzymał jako prezent od swego przyjaciela Hansa Merensky’ego (1871-1957).

## Rodzina
Georg von Thaer był żonaty z Margarethe Helene Walther-Weisbeck (1882-1961), ze związku tego mieli czwórkę dzieci – Juttę, Ingeborgę, Hansa i Jürgena. Dwoje z nich zmarło młodo, syn Jürgen von Thaer zginął jako jeniec w 1944 w Bobrujsku na Białorusi. Córka Ingeborga (1913) poślubiła w 1936 Eckarda Ferdinanda Flechtnera, syna generała majora Arthura Flechtnera. Georg von Thaer i jego żona spoczywają na cmentarzu w Rössing w powiecie Hildesheim w Dolnej Saksonii.

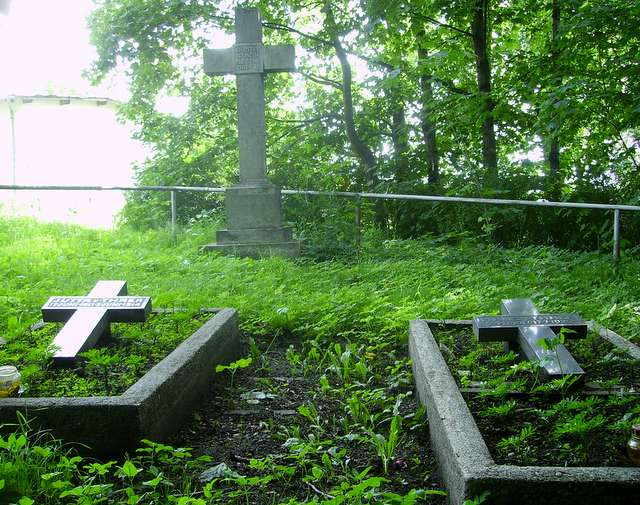
Groby dzieci Georga v. Thaer Jutty (1911-1914) i Hansa (1917-1929) w Pawonkowie